# Lauro de Freitas
Lauro de Freitas este un oraș în statul Bahia (BA) din Brazilia.